# Dekanat Connecticut
Dekanat Connecticut – jeden z trzech dekanatów diecezji Nowej Anglii Kościoła Prawosławnego w Ameryce.
Na terytorium dekanatu znajdują się następujące parafie:
- Parafia Trójcy Świętej w Ansonii
- Parafia Świętego Ducha w Bridgeport
- Parafia św. Aleksego z Wilkes-Barre w Clinton
- Parafia Wszystkich Świętych w Hartford
- Parafia Świętych Piotra i Pawła w Meriden
- Parafia Trójcy Świętej w New Britain
- Parafia Przemienienia Pańskiego w New Haven
- Parafia św. Mikołaja w Norwich
- Parafia Chrystusa Zbawiciela w Southbury (zob. cerkiew Chrystusa Zbawiciela w Southbury)
- Parafia Zaśnięcia Matki Bożej w Stamford
- Parafia Świętych Cyryla i Metodego w Terryville
- Parafia Narodzenia Matki Bożej w Waterbury
- Parafia Trójcy Świętej w Willimantic
- Parafia św. Mikołaja w Pittsfield
- Parafia Świętych Piotra i Pawła w Springfield

Ponadto na terenie dekanatu działają dwie placówki misyjne: Świętych Piotra i Pawła w Bethel oraz Wszystkich Świętych Ameryki Północnej w Salisbury.